# Kurdistan (provins)
 For alternative betydninger, se Kurdistan (flertydig). (Se også artikler, som begynder med Kurdistan)
Kurdistan (persisk: استان کردستان Ostane Kordestan; Kurdisk: پارێزگه ی کوردستان, Parêzgeha Kurdistanê) er en af 30 provinser i Iran, ikke at forveksle med det større geografiske område, Det Iranske Kurdistan. Kurdistan-provinsen har et areal på 28.817 km², hvilket kun er en ottende-del af de kurdiske områder i Iran.
Provinsen ligger i det vestlige Iran og grænser op til Irak mod vest, provinsen Vest Aserbajdsjan mod nord, Zanjan mod nordøst og Kermanshah mod syd. Provinsens hovedby er Sanandaj (Kurdisk: Sinne). Andre større byer i provinsen er Marivan, Baneh, Saqqez, Qorveh, Bijar, Kamyaran og Diwandarreh.